# Kansgenererende functie
In de kansrekening is de kansgenererende functie van een discrete stochastische variabele met natuurlijke getallen als waarden, een machtreeks met de verschillende kansen als coëfficiënten. De kansgenerende functie is onder andere nuttig voor het berekenen van de verwachtingswaarde en de variantie van een stochastische variabele.

## Definitie
Als {\displaystyle N} een discrete stochastische variabele is met uitsluitend natuurlijke getallen als waarden, is de kansgenererende functie van {\displaystyle N} gedefinieerd als:
{\displaystyle G_{N}(z)=\operatorname {E} (z^{N})=\sum _{n=0}^{\infty }P(N=n)z^{n}}

## Eigenschappen

### Genereren van kansen
Deze functie genereert inderdaad de kansen:
{\displaystyle P(N=n)={\frac {G_{N}^{(n)}(0)}{n!}}}

### Verwachtingswaarde en variantie
Als {\displaystyle E(N)<\infty }, is:
{\displaystyle E(N)=\lim _{z\uparrow 1}G_{N}'(z)}
en
{\displaystyle \operatorname {var} (N)=E(N^{2})-E(N)^{2}=\lim _{z\uparrow 1}{\big (}G_{N}''(z)+G_{N}'(z)-G_{N}'(z)^{2}{\big )}}

### Gelijke verdeling
Omdat de kansgenererende functie eenduidig met de kansen is verbonden, hebben twee stochastische variabelen dezelfde verdeling als hun kansgenererende functies gelijk zijn.

### Momentgenererende functie
Tussen de kansgenererende functie en de momentgenererende functie bestaat de volgende relatie:
{\displaystyle G_{N}(e^{t})=M_{N}(t)}

### Som van twee stochastische variabelen
De kansgenererende functie van de som {\displaystyle X+Y} van twee onderling onafhankelijke stochastische variabelen is het product van de beide afzonderlijke kansgenererende functies, immers:
{\displaystyle G_{X+Y}(z)=\operatorname {E} (z^{X+Y})=\operatorname {E} (z^{X})\operatorname {E} (z^{Y})=G_{X}(z)G_{Y}(z)}

## Voorbeelden

### Ontaarde verdeling
De kansgenererende functie van een in het punt {\displaystyle k} gedegenereerde verdeling, waarvoor dus {\displaystyle P(N=k)=1}, is
{\displaystyle G(x)=z^{k}}

### Bernoulli-verdeling
De kansgenererende functie van de bernoulli-verdeling met parameter {\displaystyle p},  is
{\displaystyle G(z)=(1-p)+pz}

### Binomiale verdeling
De kansgenererende functie van de binomiale verdeling met parameters {\displaystyle n} en {\displaystyle p}, is
{\displaystyle G(z)=\left((1-p)+pz\right)^{n}}
Merk op dat dit de {\displaystyle n}-de macht is van de kansgenererende functie van de Bernoulli-verdeling, in overeenstemming met een van de bovengenoemde eigenschappen.

### Geometrische verdeling
De kansgenererende functie van de geometrische verdeling met parameter {\displaystyle p},  is
{\displaystyle G(z)={\frac {pz}{1-(1-p)z}}}

### Negatief-binomiale verdeling
De kansgenererende functie van de negatief-binomiale verdeling met parameters {\displaystyle m} en {\displaystyle p},  is
{\displaystyle G(z)=\left({\frac {pz}{1-(1-p)z}}\right)^{m}}
Merk op dat dit de {\displaystyle m}-de macht is van de kansgenererende functie van de geometrische verdeling, in overeenstemming met een van de bovengenoemde eigenschappen. 

### Poisson-verdeling
De kansgenererende functie van de poissonverdeling met parameter {\displaystyle \mu }, is
{\displaystyle G(z)=e^{\mu (z-1)}}